# Larsens öppning
Den här artikeln använder algebraisk schacknotation för att beskriva schackdragen.
Larsens öppning, ibland även kallad Nimzowitsch-Larsens öppning, är en schacköppning som inleds med draget 1.b3.
Öppningen är relativt ovanlig. Den har fått sitt namn efter Bent Larsen som ofta experimenterade med ovanliga öppningar.
Aaron Nimzowitsch använde också öppningen men föredrog dragföljden 1.Sf3 Sf6 2.b3.

## Varianter
Svart kan bemöta 1.b3 på många olika sätt. I vissa fall går spelet över i andra öppningar. De vanligaste varianterna är:
- 1...e5 (moderna varianten) 2.Lb2 Sc6 3.e3 Sf6 4.Lb5.

- 1...d5 (klassiska varianten) 2.Sf3 Sf6 3.Lb2 e6 4.c4 Le7 5.e3 0–0 6.Sc3.

- 1...Sf6 (indiska varianten) 2.Sf3 g6 3.g3 Lg7 4.Lb2 0–0 5.Lg2 d6 6.d4.

## Partiexempel
Vit: Maarten van 't Kruijs 
Svart: Klaas De Heer
Amsterdam 1851
1.b3 e5 2.Lb2 Sc6 3.g3 d5 4.Lg2 Sf6 5.e3 Lf5 6.d3 Lc5 7.Se2 Dd6 8.c3 Td8 9.O-O O-O 10.a3 a6 11.d4 exd4 12.cxd4 Lb6 13.b4 Se7 14.Sc3 La7 15.f3 De6 16.Dd2 Tfe8 17.Sf4 Dc6 18.Kh1 Sc8 19.Tfe1 Sb6 20.Lf1 Sc4 21.Lxc4 dxc4 22.d5 g5 23.e4 Lg6 24.Sxg6 hxg6 25.Dxg5 Dd6 26.Sb5 axb5 27.Lxf6 Td7 1-0